# Leiselsbach
Der Leiselsbach (mundartlich die Leiselsbach, daneben auch als die Leisel bezeichnet) ist ein knapp 9 km langer nördlicher, linker Zufluss der Pfrimm in Rheinland-Pfalz.

## Geographie

### Verlauf
Der Leiselsbach entspringt in der nordpfälzischen Kleinstadt Kirchheimbolanden, der Kreisstadt des Donnersbergkreises. Den Ursprung auf 285 m Höhe bildet der Abfluss eines kleinen Stausees, des etwa 0,5 ha messenden Ziegelwoogs, der durch verschiedene Quellen gespeist wird.
Nachdem der Leiselsbach die Kreisstadt hinter sich gelassen hat, passiert er Bischheim und nimmt auf Höhe der Kupfermühle von rechts den Gutleutbach als seinen stärksten Zufluss auf. Anschließend fließt er südlich an Rittersheim vorbei, dann durch Gauersheim hindurch und erreicht schließlich Albisheim. 
Am östlichen Ortsrand, in der Nähe des Hammerhofs, mündet der Leiselsbach auf 160 m Höhe in die Pfrimm.
Der etwa 8,8 km lange Lauf des Leiselsbachs endet ungefähr 125 Höhenmeter unterhalb seiner Quelle, er hat somit ein mittleres Sohlgefälle von etwa 14 ‰.

### Einzugsgebiet
Das 42,837 km² große Einzugsgebiet des Leiselsbachs liegt im Rheinhessischen Tafel- und Hügelland und wird durch ihn über die Pfrimm und den Rhein zur Nordsee entwässert.
Es ist am Oberlauf zum großen Teil bewaldet, im mittleren Bereich überwiegt Siedlungsgebiet, und am Unterlauf dominieren landschaftliche Nutzflächen.
Die höchste Erhebung ist im Westen des Einzugsgebiets der zum Nordpfälzer Bergland gehörende Kuhkopf mit einer Höhe von 430,7 m.

### Zuflüsse
- Schäfergraben (links), 2,8 km und 6,85 km²
- Gutleutbach (rechts), 9,0 km und 13,76 km²
- Hohlgraben (rechts), 0,7 km und 2,29 km²
- Kleppermühlbach (links), 1,8 km und 6,76 km²

## Mühlen

Ehemalige Mühlen im Leiselsbachgebiet
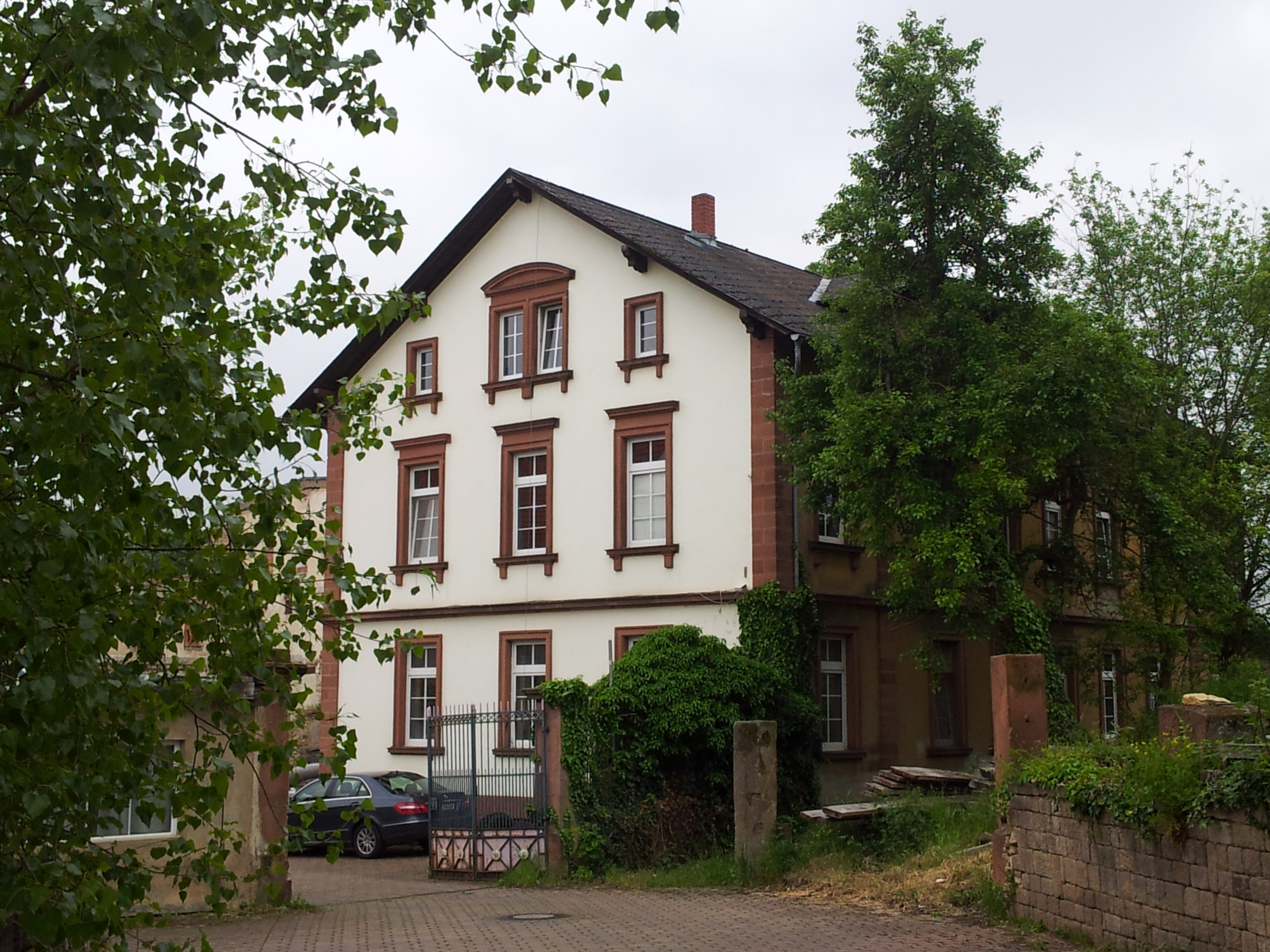
Herrenmühle Bischheim
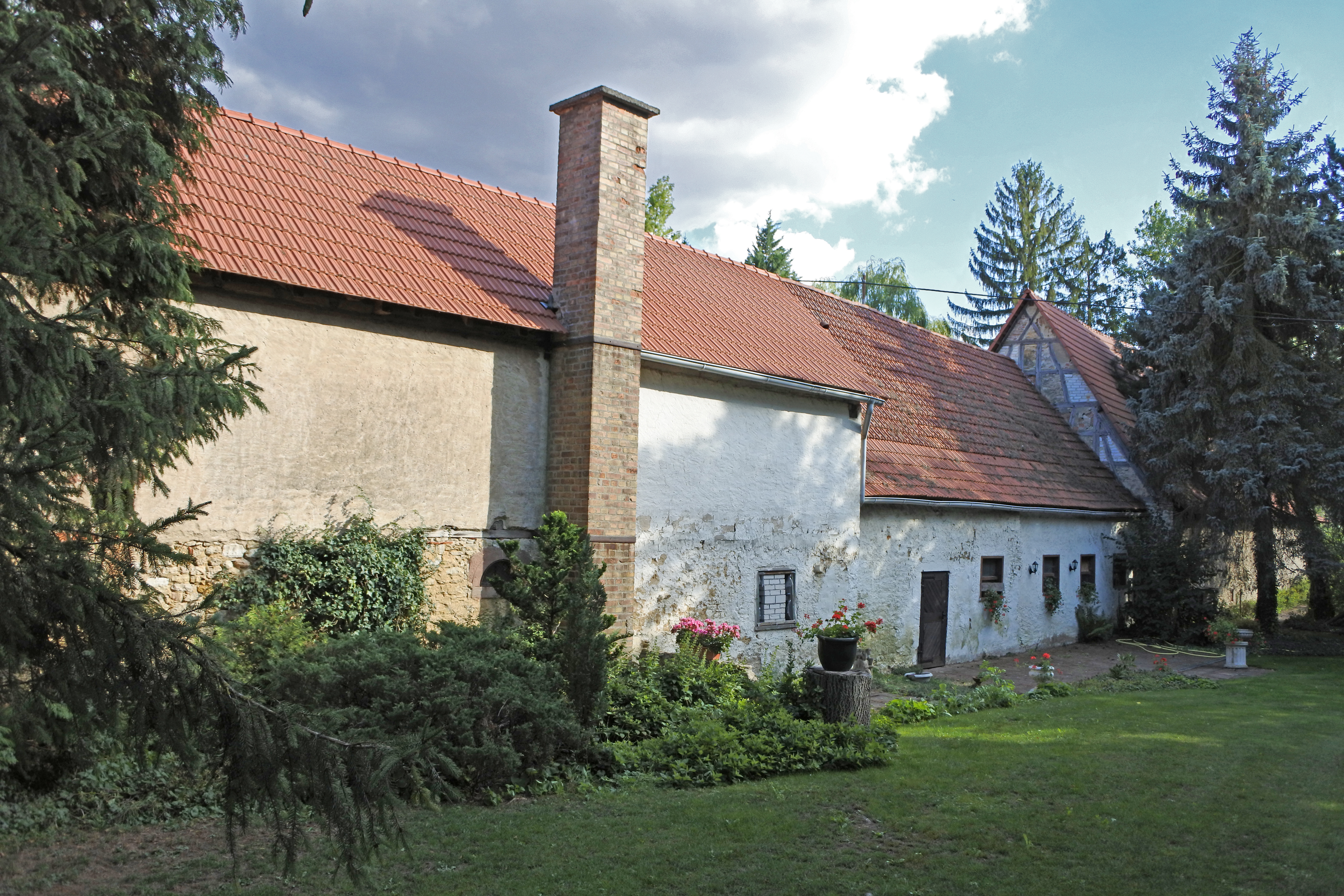
Steuerwaldsmühle Rittersheim
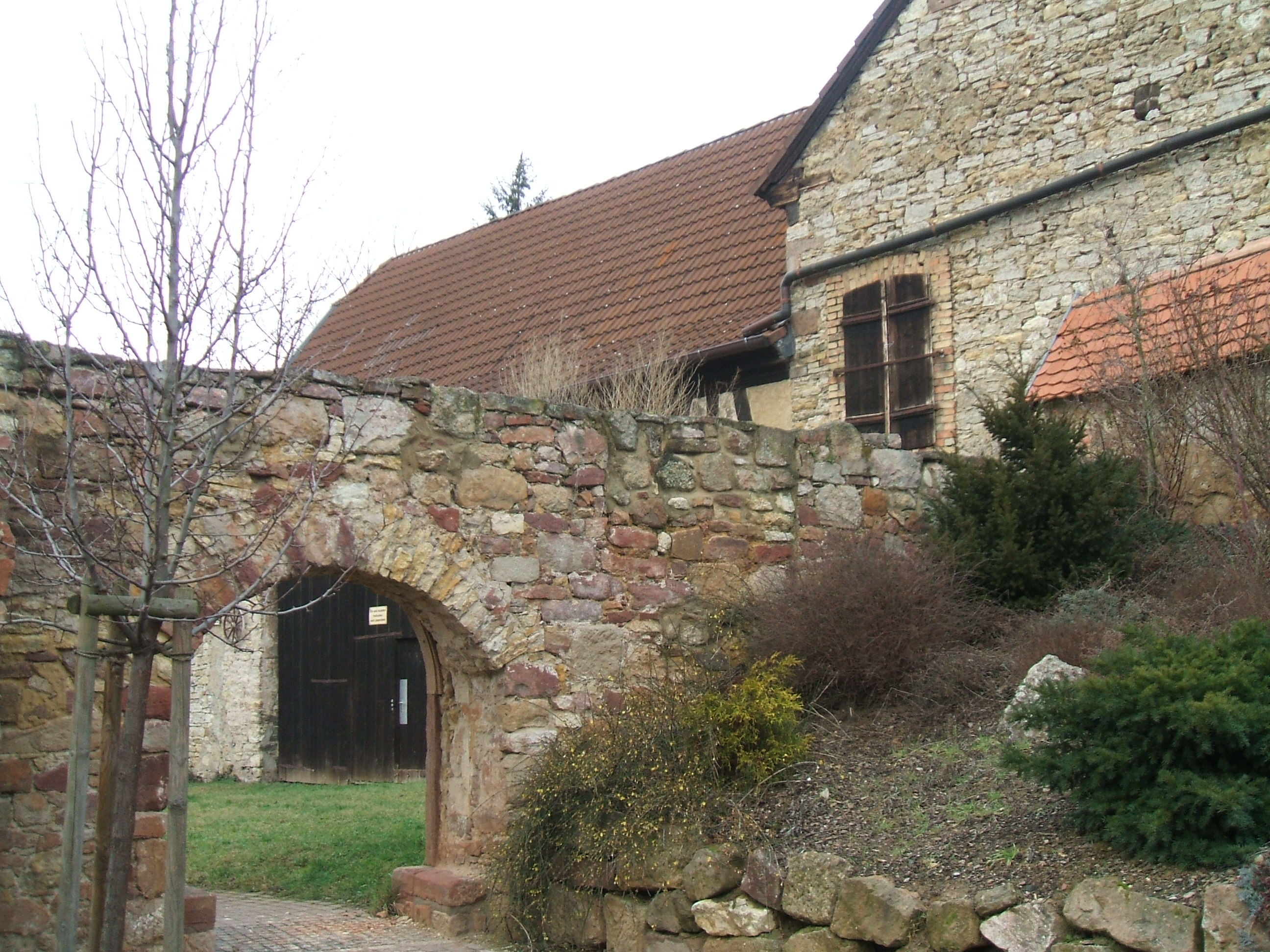
Schmelzmühle Albisheim

Das Wasser des Leiselsbachs und seiner Zuflüsse wurde früher zum Antrieb von Mühlen verwendet. Von einigen sind noch Gebäude oder Gebäudeteile erhalten, andere haben nur als Ortsbezeichnungen überdauert:
- Pulvermühle (Bischheim, am Rußbach)
- Herrenmühle (Bischheim, am Gutleutbach)
- Kupfermühle (Bischheim)
- Josefs- oder Zeppenmühle (Rittersheim)
- Steuerwaldsmühle (Rittersheim)
- Klammmühle, Untere Mühle oder Untermühle (Gauersheim)
- Pfortmühle (Albisheim, an der Mündung des Kleppermühlbachs)
- Steinmühle (Albisheim)
- Schmelzmühle (Albisheim)
- Papiermühle (Albisheim)